# Alicja Zakrzewska-Półtorak
Alicja Maria Zakrzewska-Półtorak – polska ekonomistka, dr hab. nauk ekonomicznych, profesor nadzwyczajny Katedry Gospodarki Przestrzennej i Administracji Samorządowej Wydziału Ekonomii i Finansów Uniwersytetu Ekonomicznego we Wrocławiu.

## Życiorys
22 czerwca 2006 obroniła pracę doktorską Bezpośrednie inwestycje zagraniczne w gospodarce województwa dolnośląskiego, 12 czerwca 2014 habilitowała się na podstawie pracy zatytułowanej Rozwój regionalny w globalizującej się gospodarce. Jest zatrudniona na stanowisku profesora nadzwyczajnego w Katedrze Gospodarki Przestrzennej i Administracji Samorządowej na Wydziale Ekonomii i Finansów Uniwersytetu Ekonomicznego we Wrocławiu.